# Station Peterongan
Peterongan is een spoorwegstation in de Indonesische provincie Oost-Java.

## Bestemmingen
- Rapih Dhoho: naar Station Surabaya Gubeng en Station Blitar
- KRD Kertosono, naar Kertosono via Jombang en Surabaya